# Субботин, Клавдий Петрович
Клавдий Петрович Субботин (18 марта (31 марта) 1904, пос. Сим, Уфимская губерния, Российская империя — 21 июля, 1980, Москва, РСФСР) — советский государственный деятель, народный комиссар заготовок СССР (1941—1944).

## Биография
Родился в семье рабочего. В 1922—1925 гг. — слушатель рабочего факультета (Свердловск), в 1930—1932 гг. — подготовительного отделения Института красной профессуры, в 1937 г. окончил два курса экономического факультета Института красной профессуры.
Член ВКП(б) с 1926 г.
- 1925—1926 гг. — секретарь комитета ВЛКСМ, заведующий рабочим клубом Симского завода,
- 1926—1927 гг. — секретарь Миньярского районного комитета ВЛКСМ Челябинской области,
- 1927—1929 гг. — инструктор, заведующий организационным отделом Златоустовского окружного отдела профсоюзов Челябинской области,
- 1929—1930 гг. — секретарь парткома Бакайских рудников в Челябинской области.
- 1932—1933 гг. — культпропагандист парткома металлургического завода им. Сталина в Донецке,
- 1933—1935 гг. — культпропагандист партийной организации шахты № 8 Будённовского рудоуправления Донецкой области,
- апрель-декабрь 1937 г. — инструктор отдела руководящих партийных органов ЦК ВКП(б),
- 1937—1938 гг. — заведующий промышленно-транспортным отделом Воронежского областного комитета ВКП(б),
- 1938—1939 гг. — председатель исполнительного комитета Воронежского областного Совета,
- 1939—1940 гг. — заместитель,
- 1940—1941 гг. — первый заместитель,
- 1941—1944 гг. — народный комиссар заготовок СССР[1],
- 1944—1946 гг. — заместитель народного комиссара заготовок СССР,
- 1946—1952 гг. — председатель Тульского облисполкома,
- 1952—1954 гг. — заместитель председателя правления Центросоюза по заготовкам,
- 1954—1956 гг. — начальник Главснаба Центросоюза,
- 1956—1958 гг. — начальник управления капитального строительства Центросоюза,
- 1958—1959 гг. — заместитель начальника Управления снабжения и сбыта Главного управления трудовых резервов при Совете Министров СССР,
- 1959—1967 гг. — начальник управления материально-технического снабжения и сбыта Главного управления профессионально-технического образования РСФСР.

Депутат Верховного Совета СССР 2-3 созывов.
С августа 1967 г. персональный пенсионер союзного значения.

## Награды и звания
Награждён орденом Ленина (09.04.1939), орденом Отечественной войны 1-й степени.